# Công viên 23 tháng 9
Công viên 23 Tháng 9 là một công viên nằm tại trung tâm Thành phố Hồ Chí Minh, Việt Nam, thuộc địa phận Quận 1. Công viên nằm giữa hai con đường Lê Lai và Phạm Ngũ Lão, trải dài từ công trường Quách Thị Trang đến đường Nguyễn Trãi. Công viên gồm 3 khu và bị ngăn cách nhau bởi đường Nguyễn Thị Nghĩa.

## Lịch sử

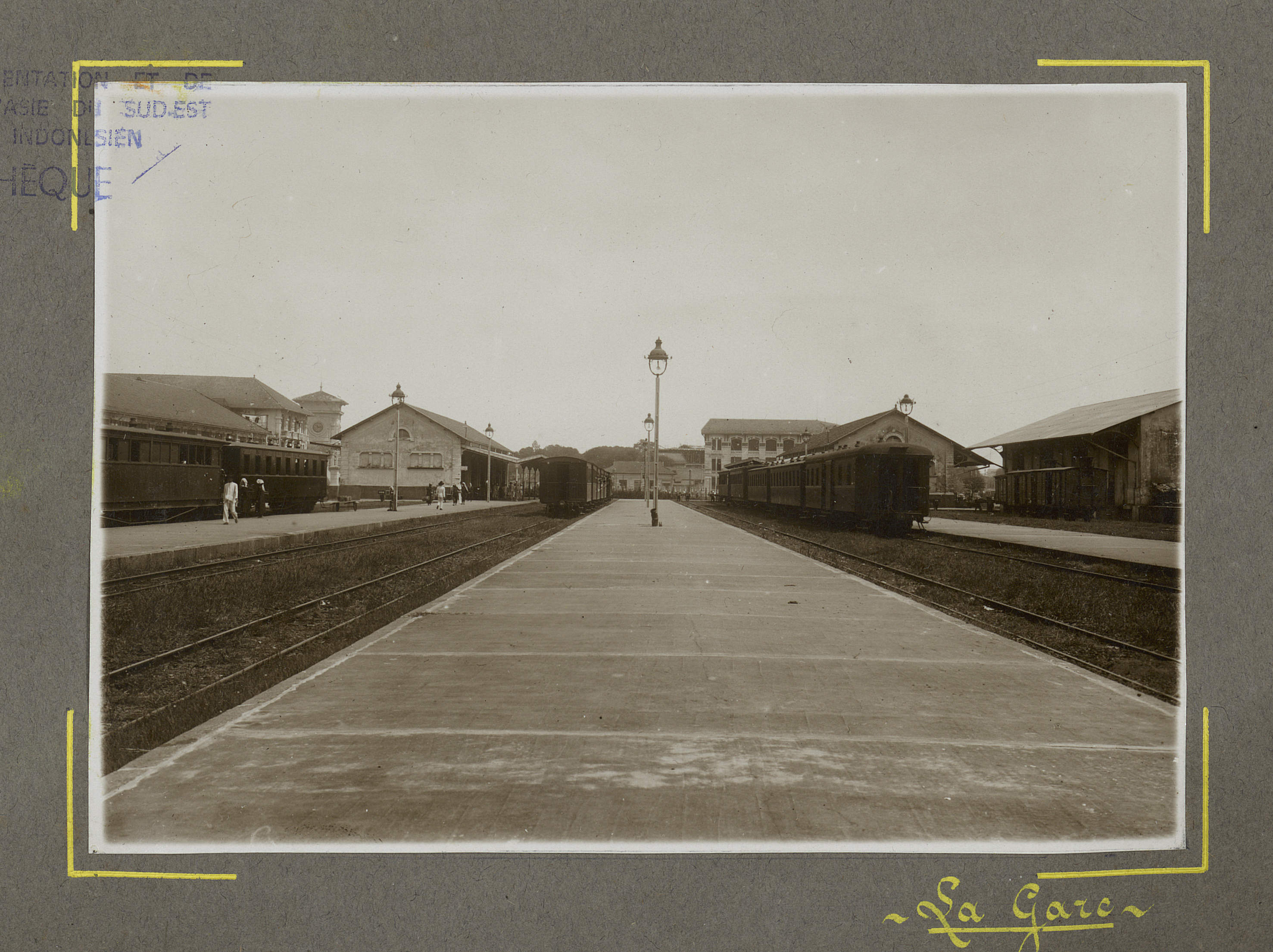
Ga Sài Gòn vào thời Pháp thuộc.

Công viên trước đây là Ga xe lửa Sài Gòn do Pháp xây dựng từ thế kỷ 19. Sau sự kiện 30 tháng 4 năm 1975, ga xe lửa bị phá huỷ và dời đến vị trí hiện nay tại quận 3. Một phần của ga được biến thành công viên. Phần còn lại thành khu dân cư, kết hợp với khu Phạm Ngũ Lão - Đề Thám trở thành khu vực quen thuộc đối với khách du lịch lữ hành do có nhiều nhà trọ rẻ tiền và khách sạn mini, cùng với các dịch vụ phục vụ du lịch khác.
Năm 1998, khu vực dân cư này bị san bằng để chuẩn bị cho một dự án cao ốc của Đài Loan tên là Saigon Cultural Center (Trung tâm Văn hoá Sài Gòn). Tuy nhiên, sau cuộc khủng hoảng kinh tế châu Á, dự án này bị bỏ hoang cho đến ngày nay. Phần xây dựng dở vẫn còn có thể được nhìn thấy; cư dân địa phương gọi đó là một "lỗ đen của Sài Gòn".
Phần công viên kia do bị hàng rào bao kín nên trở thành điểm tập trung các tệ nạn xã hội như hút chích ma túy, mại dâm,...
Năm 2002, hàng rào công viên bắt đầu được phá dỡ trong dự án cải tạo lại công viên trở thành mảng xanh quý giá nơi trung tâm thành phố. Hàng rào của phần dự án bị bỏ hoang cũng được phá dỡ, cải tạo, thành không gian mở, nhập vào công viên 23 Tháng 9.
Năm 2006, có dự án xây dựng toà nhà văn phòng cao 54 tầng tại phần công viên gần chợ Nguyễn Thái Bình. Tuy nhiên chính quyền thành phố đã không cấp phép vì lo ngại ảnh hưởng đến cảnh quan đô thị. Tuy nhiên cho đến hiện nay vẫn không có cây xanh nào tại khu vực dự tính xây dựng toà nhà trên, và gần đó lại có một toà nhà ống cao 15 tầng.
Đầu tháng 3-2019, TP.HCM đã chỉ đạo chấm dứt, không gia hạn hợp đồng cho thuê đối với các đơn vị đang sử dụng mặt bằng tại công viên 23-9. Đối với các đơn vị đang sử dụng mặt bằng nhưng trong các văn bản pháp lý không ghi rõ thời gian hoàn trả, yêu cầu di dời trước ngày 30-4-2019.
Hiện nay, công viên trở thành điểm vui chơi quan trọng của người dân thành phố. Hội hoa xuân hàng năm được tổ chức tại đây.

## Cải tạo

Bản đồ.

### Trước cải tạo
- Khu A: Khu vực cây xanh
- Khu B: Các công trình xây dựng cho hoạt động mua sắm, ăn uống, dịch vụ, giải trí... và chiếm gần nửa diện tích khu này
- Khu C: Bãi xe buýt công cộng

### Dự án cải tạo
Thành phố dự kiến 100% diện tích mặt đất là công viên công cộng, các chức năng khác được bố trí ở 4 tầng ngầm. Công viên kết nối tuyến Metro Số 1 (Bến Thành - Suối Tiên) ở tầng hầm và kết nối liên tục lên mặt đất bằng không gian mở (nhiều cây xanh) tại trục Hàm Nghi, Lê Lợi, phố đi bộ Nguyễn Huệ, Công viên Bến Bạch Đằng, hai cầu đi bộ qua Khu đô thị mới Thủ Thiêm (thành phố Thủ Đức). Không gian quảng trường và khu biểu diễn được bố trí tại những cao độ khác nhau cả trên và dưới mặt đất, sử dụng các giải pháp thiết kế thông tầng kết hợp ứng dụng hệ thống cây nhân tạo như: cây năng lượng mặt trời (dùng năng lượng mặt trời cung cấp điện năng), cây thu nước mưa (tái tạo sử dụng cho tưới tiêu trong công viên), cây thông gió (sử dụng để tăng khả năng thông thoáng cho phần không gian bên dưới tầng hầm). Các phân khu chức năng trên mặt đất: văn hóa, thể thao, nhạc nước, quảng trường trung tâm, lối dạo vườn cảnh, quảng trường nhà ga Metro. Thiết kế phần ngầm tầng một và 2 gồm có trạm xe bus, thương mại, triển lãm, nơi đỗ xe, tiện ích công cộng, cây xanh hiện hữu, khu kết nối dự kiến với nhà ga Bến Thành và nhà ga ngầm C1 tuyến Metro 3a; tầng ngầm 3 và 4 là bãi đỗ xe, hệ thống kỹ thuật công trình ngầm. Ngoài ra, công viên có các hồ điều tiết ngầm, công nghệ hiện đại, tích nước mưa phục vụ tưới tiêu, hạn chế tối đa việc ngập nước tại khu vực xung quanh.

## Địa điểm lân cận

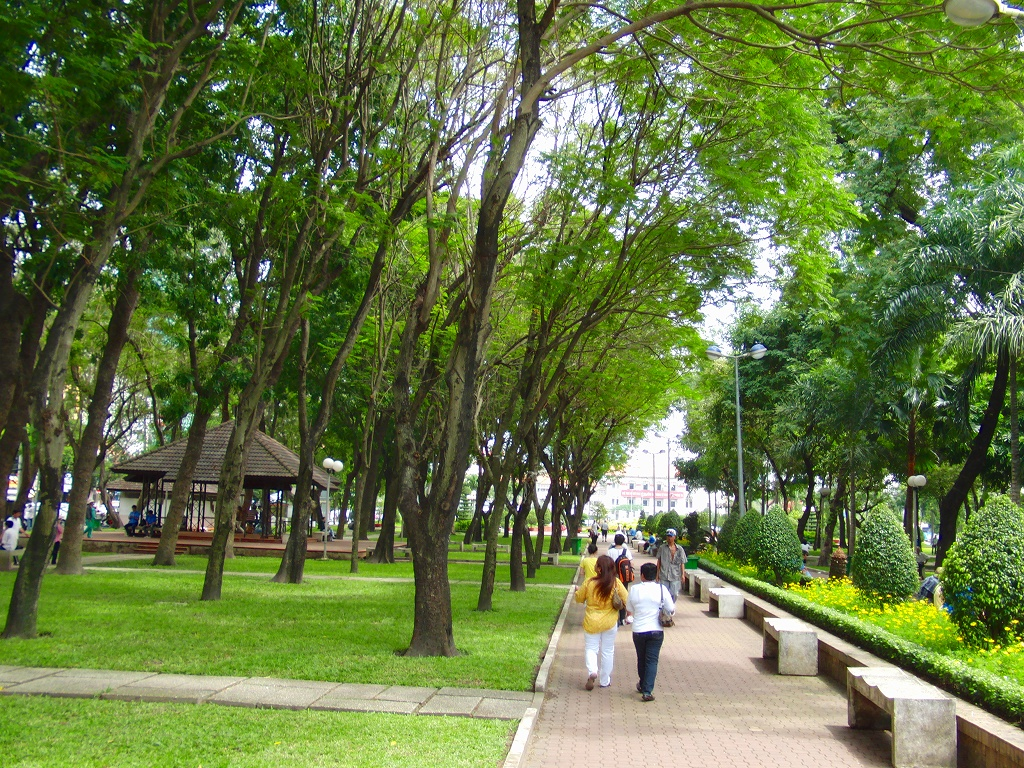
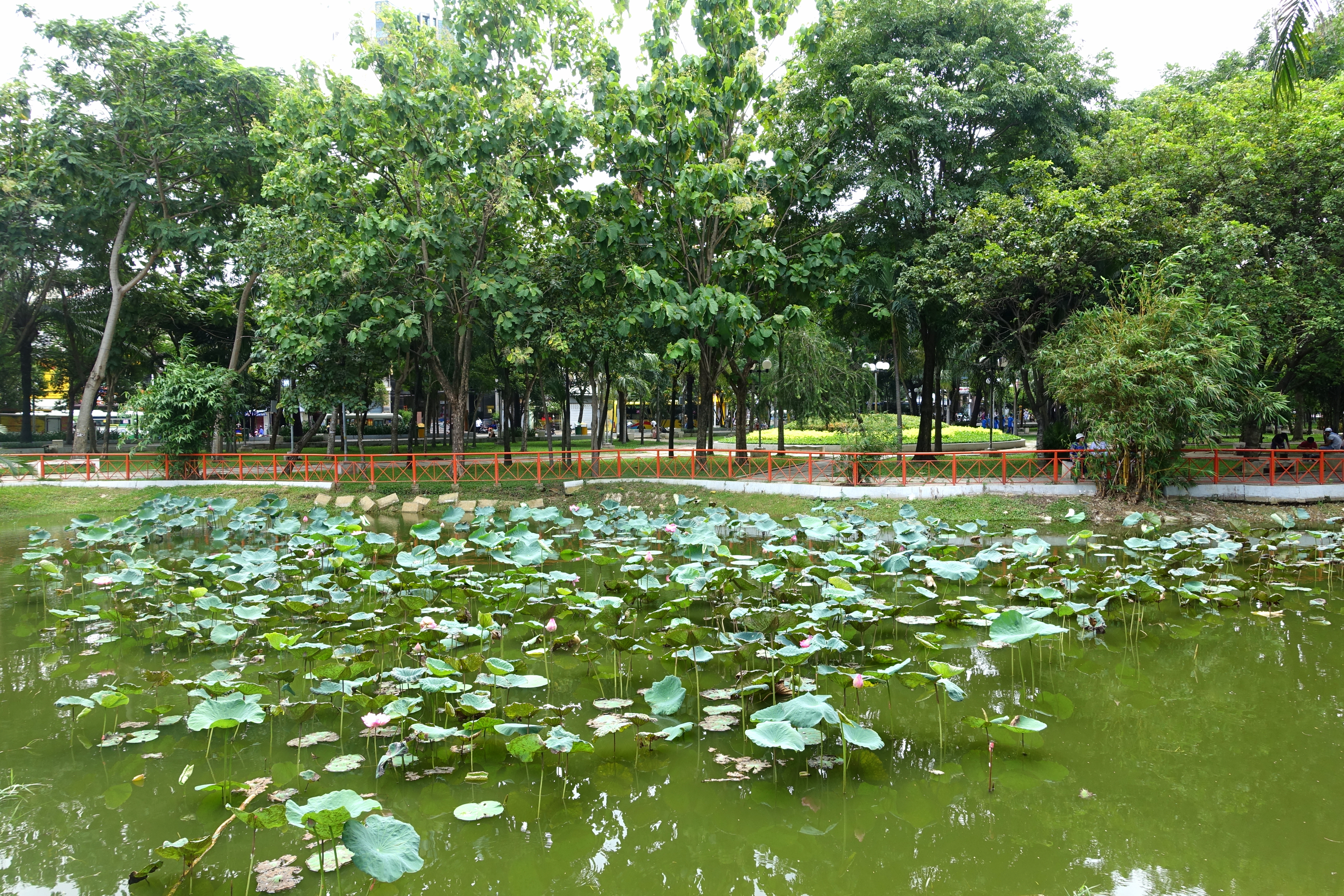
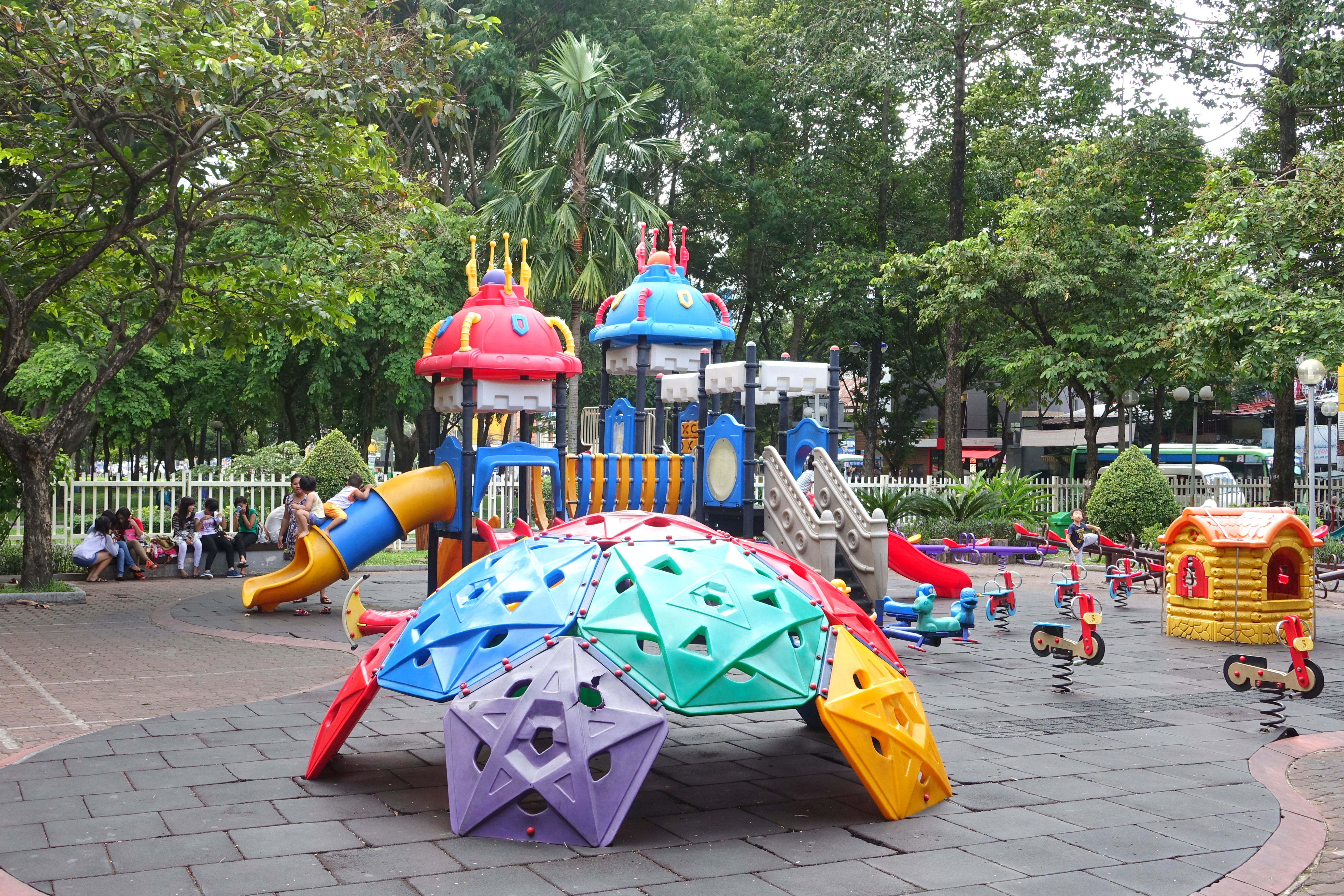
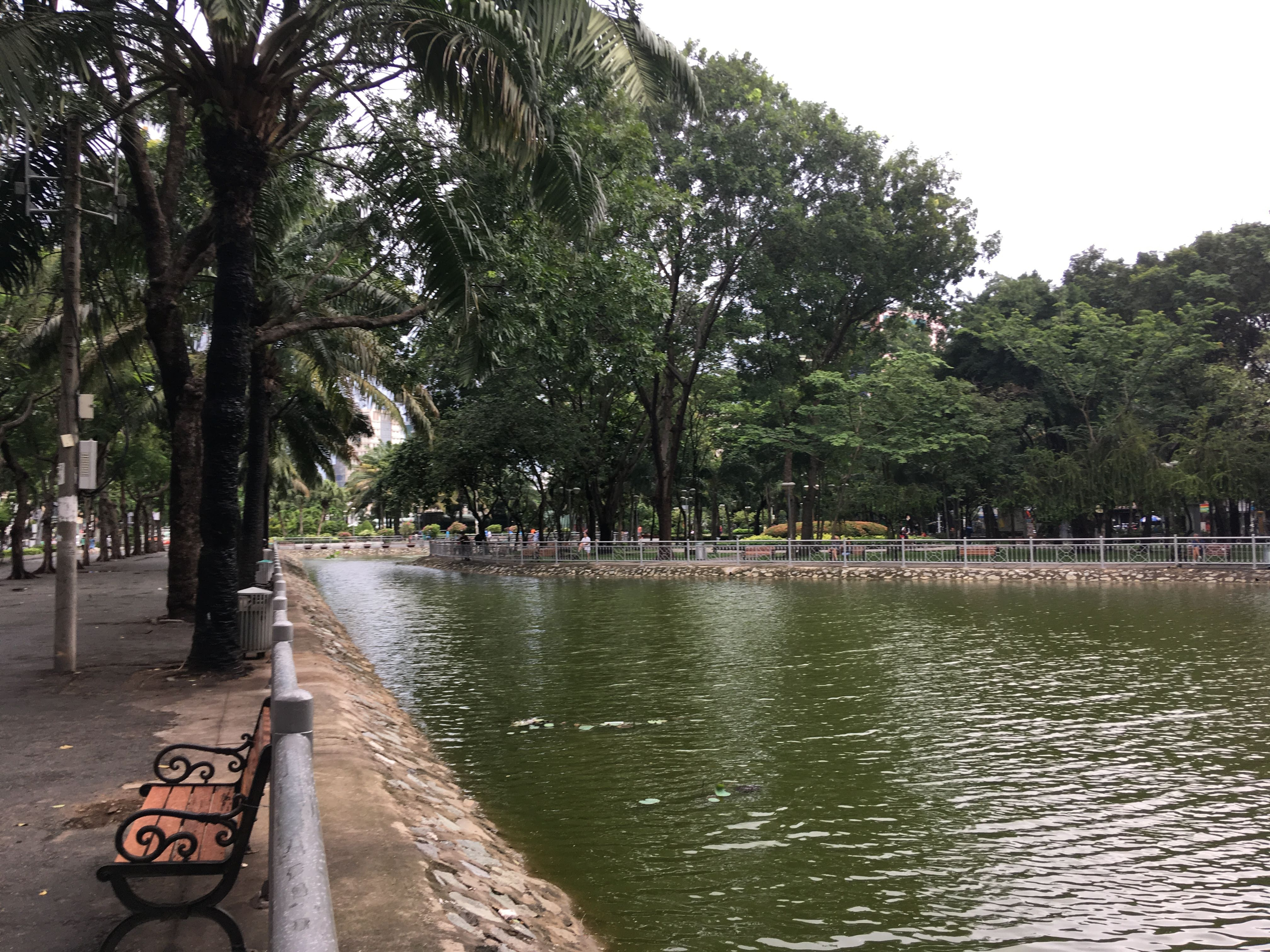
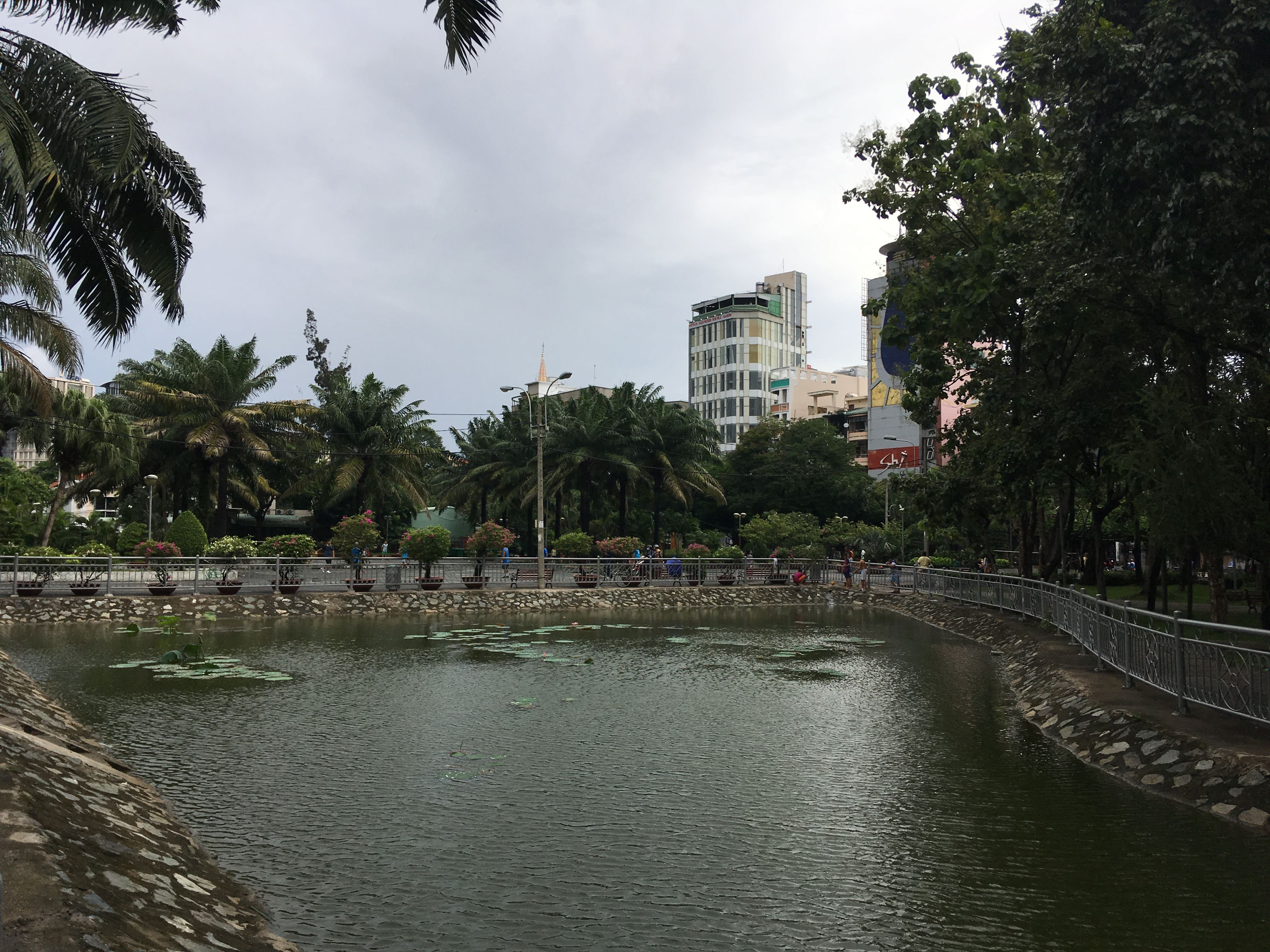
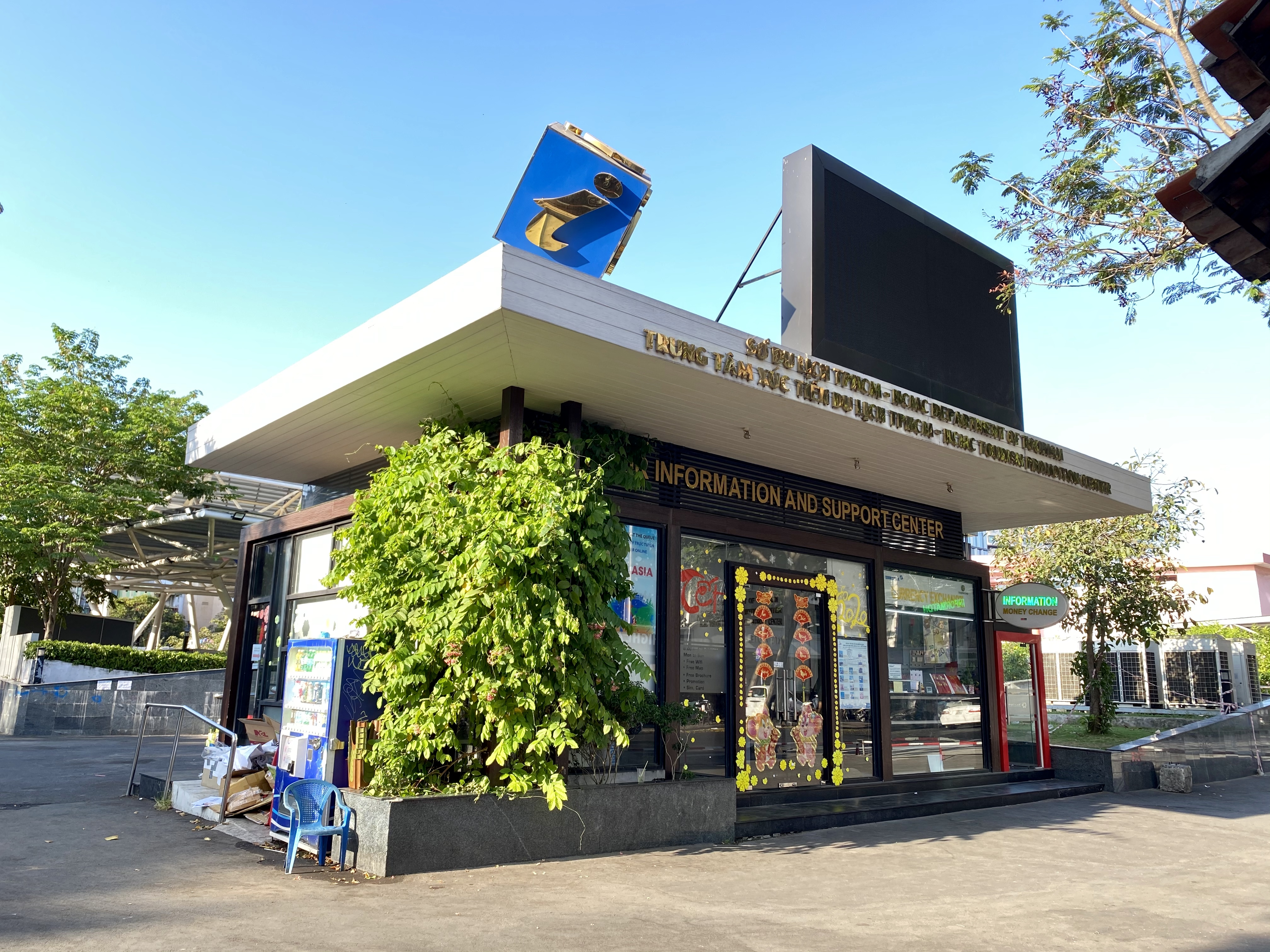

- Chợ Bến Thành
- Ngã sáu Phù Đổng
- Phố Tây